# Zack Conroy
Zack Conroy (Portsmouth, 19 april 1985) is een Amerikaans acteur die zijn debuut maakte in de soapserie Guiding Light. Hij vertolkte de rol van James Spaulding vanaf april 2009 tot en met het einde van de soapserie, in september 2009. Sinds januari 2010 heeft Conroy een vaste rol in The Bold and the Beautiful als Oliver Jones.

## Biografie
Conroy begon zijn acteercarrière in mei 2008 in de televisieserie Gossip Girl, waar hij eenmalig de rol van Ben Simmons vertolkte. In 2007 speelde hij 2 afleveringen in As The World Turns als Leo Morrisey. In datzelfde jaar speelde hij in de soap Guiding Light als James Spaulding, dat hem een Emmy nominatie opleverde als beste jonge acteur. Sinds 2009 is hij een vaste acteur in de soapserie The Bold and the Beautiful waar hij te zien is als Oliver Jones.